# Liane Haid
Liane Haid (née Adriane Haid le 16 août 1895 à Vienne, Autriche-Hongrie et morte le 28 novembre 2000 à Wabern bei Bern, Suisse) fut une chanteuse et actrice autrichienne. Elle fut la première star de son pays.

## Biographie
Elle fut danseuse à l'opéra de Vienne. Son premier film fut un film de propagande réalisé pendant la Première Guerre mondiale, Mit Herz und Hand fürs Vaterland. Elle travailla ensuite pour l'UFA, et, en tant que chanteuse confirmée, elle n'eut pas de mal à effectuer la transition vers le cinéma parlant, travaillant aux côtés d'acteurs tels que Willi Forst, Bruno Kastner, Georg Alexander, Theo Lingen ou Heinz Rühmann. Ayant refusé plusieurs offres d'Hollywood, elle quitta l'Allemagne nazie en 1942 pour la Suisse.
Elle épousa un baron, Fritz von Haymerle, qui lui offrit une maison de production.
Ses films les plus notables sont : Lady Hamilton, Lucrèce Borgia, Die Csardasfürstin (fondé sur l'opérette de Emmerich Kálmán, Princesse Czardas), Das Lied ist aus et Un baiser aux enchères.
Elle mourut à 105 ans et, à 33 jours près, elle aurait vécu sur trois siècles.

## Filmographie partielle
- 1921 : Lady Hamilton de Richard Oswald
- 1922 : Lucrèce Borgia
- 1923 : Grisou de Karl Grune
- 1924 : La Chute de l'idole
- 1926 : Les Frères Schellenberg de Karl Grune
- 1926 : L'Auberge du cheval blanc
- 1927 : L'Esclave blanche d'Augusto Genina
- 1928 : La Dame en noir
- 1929 : S.O.S. de Carmine Gallone
- 1930 : Petit Officier... Adieu !
- 1930 : L'Immortel Vagabond de Gustav Ucicky et Joe May
- 1930 : Rêve de Vienne
- 1933 : Polizeiakte 909 de Robert Wiene
- 1936 : Aimé des dieux (Whom the Gods Love : The Original Story of Mozart and his Wife) de Basil Dean